# كمين الزنة
كمين الزنة أو كمين الأبرار هو كمين مركب وقع في منطقة الزنة شرق خان يونس في قطاع غزة في 6 أبريل 2024. عندما استهدف مقاتلو القسام، الجناح العسكري لحركة حماس، عدداً من جنود الجيش الإسرائيلي مما أسفر عن مقتل أربعة منهم بينهم ضابط وانسحب مقاتلو القسام بسلام. رفع قتلى الكمين حصيلة خسائر الجيش الإسرائيلي إلى 260 قتيل منذ الاجتياح البري لغزة في 27 أكتوبر 2023.

## الكمين
وقع الكمين يوم السبت عندما خرج مقاتلو القسام من نفق في مبنى مدمر وأطلقوا النار على جنود كانوا يقومون بدورية على طول الطريق اللوجستي للجيش الإسرائيلي في خان يونس، وبعدها انسحبوا عائدين إلى النفق. ولاحظ الجنود الإسرائيليون الذين حاولوا ملاحقة المهاجمين أن طريق الهروب كان مفخخاً وبالتالي توقفوا عن ملاحقتهم.
وفي حادث متصل، أطلقت مجموعة أُخرى من المهاجمين قذيفة آر بي جيه على إحدى دبابات اللواء السابع القريبة من موقع الكمين لكنها لم تتضرر وردت بإطلاق النار عليهم ما أدى إلى مقتل أفراد المجموعة الثانية، بحسب تحقيق الجيش الإسرائيلي.

## الخسائر
قُتل أربعة جنود من لواء عوز الذي يعمل تحت إمرة الفرقة 98 في خان يونس والقتلى هم:
- الرقيب إيلاي زير، 20 عاماً، من غوش عتصيون.
- الرقيب ريف هاروش، 20 عاماً، من كيبوتس رامات دافيد [الإنجليزية].
- الرقيب أميتاي بن شوشان، 20 عاماً، من موشاف عزريئيل، مجلس ليف هشارون الإقليمي [الإنجليزية].
- النقيب إيدو باروخ، 21 عاماً، من تل موند.

وقد قُتل ثلاثة منهم على الفور فيما توفي الرابع متأثراً بجراحه في المستشفى.
فيما أعلنت كتائب القسام أنها قتلت 14 جندياً إسرائيلياً في هذا اليوم منهم 9 في منطقة الزنة و5 في حي الأمل غرب خان يونس، موضحة أنها استهدفت 4 دبابات ميركافا بقذائف الياسين 105، مشيرة إلى أنه فور تقدم قوات الإنقاذ إلى المنطقة ووصولها إلى وسط حقل ألغام أُعد مسبقاً، استُهدفت بتفجير 3 عبوات مضادة للأفراد. هذا إلى جانب تدمير ناقلة جند بمنطقة حي الأمل.
لكن أعلن الجيش الإسرائيلي، إلى جانب القتلى الأربعة في الزنة، إصابة جنديين فقط من الكتيبة 46 التابعة للواء 401 مدرع بجروح خطيرة في نفس اليوم وسط قطاع غزة، بعدما انفجرت قذيفة بمركبتهم.
بثت القسام مشاهد للكمين لاحقاً يُظهر استهداف الجنود والآليات الإسرائيلية وصرح أحد قيادي القسام، أن الإعداد والتجهيز للكمين استمر طوال 50 يوماً وفق معلومات استخبارية ورصد مكثف لمسار عودة جنود وآليات العدو.

## التداعيات
تعرضت خان يونس وخاصة منطقتي الزنة وبني سهيلا، اللتين شهدتا اشتباكات عنيفة، إلى قصف إسرائيلي مكثف. وفي اليوم التالي من الكمين، أعلن الجيش الإسرائيلي انسحاب الفرقة 98 بألويتها الثلاثة من منطقة خان يونس ولم يتبق في غزة سوى لواء ناحال العامل في ممر نتساريم، الذي يعبر قطاع غزة من منطقة كيبوتس بئيري في جنوب إسرائيل إلى ساحل القطاع. وقال إنه سيركز على شن عمليات مركّزة بناء على معلومات استخباراتية ضمن مرحلة ثالثة في حربه المتواصلة ضد القطاع.
وبعد ساعات قليلة من انسحاب القوات الإسرائيلية من خان يونس، أُطلقت خمسة صواريخ من المنطقة نفسها باتجاه غلاف غزة، كتأكيد على تواجد المقاومة الفلسطينية وقدرتها على الاستمرار في إطلاق الصواريخ باتجاه إسرائيل.
جاء سحب قوات الجيش الإسرائيلي من كامل مراكز مناطق قطاع غزة لأول مرة منذ بداية العملية البرية، لتتواجد قرب منطقة السياج الحدودي في عدة نقاط. بعد ستة أشهر دون تحقيق الهدفين الرئيسين لعملية السيوف الحديدية وهما القضاء على حركة حماس وتحرير الرهائن المحتجزين.